# Eweka II
Eweka II, de son nom de naissance Aiguobasinwin Ovonramwen, est le trente-sixième Oba du Bénin, régnant de 1914 jusqu'à sa mort en février 1933.

## Biographie

### Jeunesse et accession
Aiguobasin Ovonramwen est le fils d'Ovonramwen qui gouverne de 1888 à 1897 et de la reine Eghaghe, originaire du village d'Uvbe. Son père est destitué par les Britanniques et exilé à Calabar à la suite de l'expédition punitive britannique à Benin City en 1897. Aiguobasin Ovonramwen travaille avec le gouvernement colonial en tant que chef à partir de 1902. Avant son accession au trône, dans un contexte qui ne laisse que peu d'espoir au retour des Oba du Bénin, il devient artisan qui travail le cuivre et la sculpture sur ivoire et sur bois.
En 1899, un mouvement royaliste émerge et demande au gouvernement colonial que la dynastie des Obas soit restaurée avec plusieurs demandes spécifiques au delà du rôle traditionnel de cette position.
Son père meurt en janvier 1914 et Aiguobasinwin Ovonramwen est intronisé Oba du Bénin le 24 juillet 1914. Le trône de l'Oba n'ayant plus le prestige d'antan, il ne reçoit qu'une faible contestation de son frère cadet. Une telle accession, avant la période coloniale, aurait probablement été suivie d'un conflit interne. 
Il prend le nom d'Eweka II en l'honneur du fondateur de la dynastie au XIIIe siècle et premier Oba du Bénin, Eweka Ier . Eweka II est quant à lui le premier monarque sous le régime Britannique et prête serment d'allégeance au roi George V. C'est la première fois qu'un Oba prête allégeance à un autre roi depuis le début de la dynastie des Obas.
Pour les Britanniques, l'objectif n'est pas seulement de rétablir la structure politique précoloniale, ils souhaitent plutôt développer un système similaire à ceux des émirats septentrionaux du Nigeria. Pour Frederick Lugard, la gestion indirecte représente une opportunité déjà éprouvée dans d'autres régions. De plus, en installant Eweka II en 1914, le gouvernement colonial met un terme à la majorité des revendications du parti royaliste béninois, ce qui représente une victoire pour ces partisans.

### Reconstruction
Lorsqu'Eweka revient sur l'emplacement du palais des Obas, l'endroit est à l'état de ruine à la suite des incendies et dégâts provoqués par les combats de 1897. De plus, plusieurs sections des murs de Benin City sont rabaissées par les Britanniques afin d'éviter d'offrir un terrain défensifs à d'éventuels rebelles. L'ensemble des objets de valeur, des regalia et des objets de rituels ont disparu lors du pillage.
Son couronnement est cependant acclamé et il reçoit de nombreux dons provenant de villages sous sa juridiction officiellement reconnue par les Britanniques, ainsi que par delà celle-ci.
Eweka II reconstruit le palais royal, détruit et pillé par les Britanniques en 1897. Il rétablit également la structure traditionnelle du royaume. Les insignes royaux en corail d'Ovonramwen saisis par les Britanniques sont restitués. Eweka II remet en fonction les guildes artisanales et leur commande des objets pour remplacer ceux pillés par les Britanniques. Il crée l'École des arts et métiers du Bénin. Il rétablit également plusieurs autels béninois servant à commémora les précédents Obas et ouvre l'accès aux arts du Bénin au public, auparavant, ces objets sont réservés à l'aristocratie.
Bien qu'il puisse restaurer différents titres et servants du palais, il n'est pas autorisé à rétablir le titre d'Iyoba ou toute autres fonctions traditionnelles importantes.
Il meurt en février 1933. Son fils aîné, Oko Godfrey Edokparhogbuynwun Basimi Eweka, lui succède et prend le titre d'Akenzua II.